# Západní Sussex
Západní Sussex (anglicky: West Sussex) je anglické nemetropolitní hrabství na jihu Anglie obklopené hrabstvími East Sussex, Hampshire a Surrey.
Pochází z jihosaského království Sussex, pozdější hrabství Sussex se tradičně dělilo na šest částí, známé jako „rape“. Od 16. století byly neformálně tři západní části sdružené pod samostatnými čtvrtletními sněmy Quarter Sessions. Od roku 1888 se již spravovaly samostatně radou hrabství. V roce 1974 se stal Západní Sussex jedním ceremoniálním hrabstvím podle správní reformy z roku 1972. Současně východní část středosussexkého hrabství Mid Sussex byla začleněna do Západního Sussexu.
Západní Sussex má různorodou krajinu s wealdenskými lesy, jižními nížinami v Downlandu a s mořským pobřežím, s mnoha venkovskými zámky, jako Goodwood, Petworth House a Uppark a také s hrady jako Arundel nebo Bramber. Více než polovina hrabství jsou chráněná území vhodná pro výlety, pěší turistiku, cyklistiku a další rekreační využití návštěvníků i místních obyvatel. Chichester je hlavní a největší město hrabství. Dalšími jsou zejména Crawley, Worthing a Horsham. Nejvyšším místem hrabství je Black Down s 280 metry.

## Administrativní členění
Hrabství se dělí na sedm distriktů:
1. Worthing
2. Arun
3. Chichester
4. Horsham
5. Crawley
6. Mid Sussex
7. Adur